# Ortogonální doplněk

Ortogonální doplněk roviny procházející počátkem je v prostoru normálová přímka.

V matematice tvoří ortogonální doplněk množiny {\displaystyle M} všechny vektory, které jsou na prvky dané množiny kolmé. Značí se {\displaystyle M^{\perp }}.
Ortogonální doplněk se využívá v lineární algebře a funkcionální analýze. Má řadu aplikací, např. v teorii relativity.

## Definice
Ortogonální doplněk množiny {\displaystyle M} ve vektorovém prostoru {\displaystyle V} se skalárním součinem je množina {\displaystyle M^{\perp }} všech vektorů z {\displaystyle V} které jsou kolmé na všechny vektory z {\displaystyle M}, formálně:
{\displaystyle M^{\perp }=\{{\boldsymbol {v}}\in V:\forall {\boldsymbol {u}}\in M:\langle {\boldsymbol {v}},{\boldsymbol {u}}\rangle =0\}}

### Ukázka
Ortogonální doplněk množiny {\displaystyle M=\{(1,3-2)^{\mathrm {T} },(3,5,6)^{\mathrm {T} }\}} v prostoru {\displaystyle \mathbb {R} ^{3}} vzhledem ke standardnímu skalárnímu součinu tvoří všechny vektory {\displaystyle {\boldsymbol {v}}} takové, že {\displaystyle \langle {\boldsymbol {v}},(1,3-2)^{\mathrm {T} }\rangle =0} a zároveň {\displaystyle \langle {\boldsymbol {v}},(3,5,6)^{\mathrm {T} }\rangle =0}.
Souřadnice hledaných vektorů {\displaystyle {\boldsymbol {v}}} lze popsat homogenní soustavou lineárních rovnic:
{\displaystyle {\begin{array}{rcrcr}v_{1}&+&3v_{2}&-&2v_{3}&=&0\\3v_{1}&+&5v_{2}&+&6v_{3}&=&0\end{array}}}
neboli soustavou {\displaystyle {\boldsymbol {Av}}={\boldsymbol {0}}}, kde řádky matice {\displaystyle {\boldsymbol {A}}} tvoří vektory množiny {\displaystyle M}.
Řešením soustavy neboli jádrem matice {\displaystyle {\boldsymbol {A}}}, a tedy i ortogonálním doplňkem množiny {\displaystyle M} je {\displaystyle M^{\perp }=\operatorname {ker} {\boldsymbol {A}}=\{c(-7,3,1)^{\mathrm {T} }:c\in \mathbb {R} \}}.
Geometricky lze doplněk {\displaystyle M^{\perp }} interpretovat jako normálu k rovině {\displaystyle U} určené počátkem a body množiny {\displaystyle M}. Nenulové vektory této přímky jsou kolmé nejenom na oba vektory z {\displaystyle M}, ale na všechny vektory roviny {\displaystyle U}.
Jinými slovy, {\displaystyle M^{\perp }} je nejen ortogonální doplněk řádků matice {\displaystyle {\boldsymbol {A}}}, ale zároveň i ortogonálním doplňkem {\displaystyle U^{\perp }} jejího řádkového prostoru {\displaystyle U}, t.j. prostoru obsahujícího všechny lineární kombinace obou řádků {\displaystyle {\boldsymbol {A}}}.

## Zobecnění pro bilineární formy
Pokud pro vektory {\displaystyle {\boldsymbol {u}}} a {\displaystyle {\boldsymbol {v}}} z vektorového prostoru {\displaystyle V} nad tělesem {\displaystyle T} s bilineární formou {\displaystyle B} platí, že {\displaystyle B({\boldsymbol {u}},{\boldsymbol {v}})=0}, potom {\displaystyle {\boldsymbol {u}}} je zleva kolmý (ortogonální) k {\displaystyle {\boldsymbol {v}}}, a také {\displaystyle {\boldsymbol {v}}} je k {\displaystyle {\boldsymbol {u}}} kolmý zprava. Pro podmnožinu {\displaystyle M} prostoru {\displaystyle V} se levý ortogonální doplněk {\displaystyle W^{\perp }} definuje jako:
{\displaystyle W^{\perp }=\{{\boldsymbol {v}}\in V:\forall {\boldsymbol {u}}\in M:B({\boldsymbol {v}},{\boldsymbol {u}})=0\}}
Analogicky lze definovat pravý ortogonální doplněk. Pro bilineární formu, splňující {\displaystyle \forall {\boldsymbol {u}},{\boldsymbol {v}}\in V:B({\boldsymbol {u}},{\boldsymbol {v}})=0\implies B({\boldsymbol {v}},{\boldsymbol {u}})=0}, se levý a pravý doplněk shodují. Uvedený případ nastává, například pokud {\displaystyle B} je symetrická nebo antisymetrická bilineární forma.
Definici doplňku lze rozšířit pro bilineární formy na volném modulu nad komutativními okruhy a pro seskvilineární formy rozšířené tak, aby obsahovaly jakýkoli volný modul na komutativním okruhu s konjugací.

### Vlastnosti zobecněného doplňku
- Ortogonální doplněk je podprostorem vektorového prostoru {\displaystyle V}.
- Pokud {\displaystyle M\subseteq N}, pak {\displaystyle M^{\perp }\supseteq N^{\perp }}.
- Doplněk {\displaystyle V^{\perp }} celého prostoru {\displaystyle V} je podprostorem každého ortogonálního doplňku.
- {\displaystyle M\subseteq (M^{\perp })^{\perp }}
- Pokud je forma {\displaystyle B} nedegenerovaná a {\displaystyle U} je podprostorem prostoru {\displaystyle V} konečné dimenze, potom platí: {\displaystyle \dim U+\dim U^{\perp }=\dim V}.

## Vlastnosti
Pro ortogonální doplněk na unitárním prostoru {\displaystyle V} platí všechny vlastnosti uvedené v předchozím odstavci a dále:
- {\displaystyle M^{\perp }=\{{\boldsymbol {v}}\in V:\forall {\boldsymbol {u}}\in M:\langle {\boldsymbol {v}},{\boldsymbol {u}}\rangle =0\}=\{{\boldsymbol {v}}\in V:\forall {\boldsymbol {u}}\in M:\langle {\boldsymbol {u}},{\boldsymbol {v}}\rangle =0\}}

- {\displaystyle M^{\bot }\cap \left(\operatorname {span} M\right)=\{{\boldsymbol {0}}\}}

Kolmost dvou vektorů {\displaystyle {\boldsymbol {u}}} a {\displaystyle {\boldsymbol {v}}} splňuje:
{\displaystyle \langle {\boldsymbol {u}},{\boldsymbol {v}}\rangle =0\Longleftrightarrow \forall c\in \mathbb {C} :\|{\boldsymbol {u}}\|\leq \|{\boldsymbol {u}}+c{\boldsymbol {v}}\|}, a tak
ortogonální doplněk podprostoru {\displaystyle U} prostoru {\displaystyle V} lze zapsat jako množinu:
- {\displaystyle U^{\bot }=\left\{{\boldsymbol {v}}\in V:\forall \ {\boldsymbol {u}}\in U:\|{\boldsymbol {v}}\|\leq \|{\boldsymbol {v}}+{\boldsymbol {u}}\|\right\}}

Každý uzavřený podprostor {\displaystyle U} Hilbertova prostoru {\displaystyle V} má navíc vlastnosti:
- {\displaystyle \left(U^{\bot }\right)^{\bot }=U}

- Prostor {\displaystyle V} má ortogonální rozklad {\displaystyle V=U\oplus U^{\bot }} kde {\displaystyle \oplus } značí přímý součet dvou podprostorů.

Speciálními případy Hilbertových prostorů jsou unitární prostory konečné dimenze. V nich je vždy zaručeno, že {\displaystyle \dim U+\dim U^{\perp }=\dim V}.

### Maticové prostory
Je-li {\displaystyle {\boldsymbol {A}}} reálná či komplexní matice typu {\displaystyle m\times n} a symboly {\displaystyle R_{\boldsymbol {A}}}, {\displaystyle S_{\boldsymbol {A}}} a {\displaystyle \ker {\boldsymbol {A}}} značí řádkový prostor, sloupcový prostor a jádro matice {\displaystyle {\boldsymbol {A}}}, resp., tak tyto prostory jsou vzájemnými ortogonálními doplňky:
- {\displaystyle (R_{\boldsymbol {A}})^{\bot }=\ker {\boldsymbol {A}}}

- {\displaystyle (S_{\boldsymbol {A}})^{\bot }=\ker({\boldsymbol {A}}^{\mathrm {T} })}

## Aplikace
Ve speciální teorii relativity se ortogonální doplněk používá k určení současné nadroviny v bodě světočáry. Bilineární forma {\displaystyle \eta } použitá v Minkowského prostoru určuje pseudoeuklidovský prostor událostí. Počátek a všechny události na světelném kuželu jsou samy k sobě ortogonální. Když bilineární forma zobrazí časovou a prostorovou událost na nulu, pak jsou tyto události hyperbolicky ortogonální. Uvedená terminologie vychází z použití dvou sdružených hyperbol v pseudoeuklidovské rovině: sdružené průměry těchto hyperbol jsou hyperbolicky ortogonální.